# María Luisa Josefa
María Luisa Josefa del Santísimo Sacramento, también llamada Madre Luisita (21 de junio de 1866 -11 de febrero de 1937) fue una monja católica mexicana que fundó las Carmelitas del Sagrado Corazón de México y las Carmelitas del Sacratísimo Corazón de Los Ángeles.

## Vida
Fue bautizada como María Luisa de la Peña y Navarro en Atotonilco el Alto, Jalisco, siendo la tercera y primera sobreviviente de 14 hijos. Aunque sentía un fuerte llamado por la vida religiosa, a los 15 años y en obediencia a sus padres, tuvo nupcias con Pascual Rojas, un prominente médico que le duplicaba en edad. El matrimonio fue feliz y ambos construyeron el Hospital del Sagrado Corazón para el servicio a los menos afortunados. Después de 14 años de matrimonio, su esposo falleció.
Ocho años más tarde, María Luisa entró en la clausura carmelita y recibió toda la influencia de la espiritualidad del Carmelo. Después de siete meses el Arzobispo le pidió regresar a su trabajo en el hospital, que necesitaban su ayuda, entonces junto al hospital abrió también una escuela y un orfanato.
Por petición del arzobispo, Luisita se unió a las Siervas del Santísimo Sacramento, pero al cuarto año le pidió de nuevo regresar al hospital, porque la necesitaban, además de los niños. Otras mujeres se le unieron y el arzobispo sugirió la fundación de una nueva orden religiosa, las "Hermanas Carmelitas del Sagrado Corazón" o "Carmelitas de Tijuana", cuya fecha de fundación es el 2 de febrero de 1921. El carisma de la nueva orden es "unir el espíritu del Carmelo con el apostolado activo".
Pero la persecución religiosa hizo que Luisita y otras dos hermanas buscaran refugio en California el 24 de junio de 1927, lo que marcó la fundación de doce carmelos en los Estados Unidos con un noviciado y, finalmente, el establecimiento de las Hermanas Carmelitas del Sacratísimo Corazón de Los Ángeles, su segunda fundación. Después de dos años en Estados Unidos, Madre Luisita regresó a Guadalajara en donde continuó su labor de asistencia a los más pobres. 
Madre Luisita murió el 11 de febrero de 1937. En 1942 sus restos fueron trasladados en secreto a Guadalajara, Jalisco. En 1966 fueron llevados de vuelta al lugar de su nacimiento, Atotonilco. En 1998 se colocaron en una capilla especial en esa ciudad.

## Veneración
El 1 de julio de 2000 el Papa Juan Pablo II promulgó que la Madre María Luisa Josefa es Venerable, lo que significa que se ha demostrado que la Madre Luisita practicó sus virtudes en grado heroico. La Iglesia católica celebra su fiesta el 11 de febrero.